# Georges Marrane
Georges Marrane fue un político francés, nacido el 20 de enero de 1888 y fallecido el 27 de agosto de 1976. 

## Biografía
Mecánico, y posteriormente obrero relojero. Resulta herido durante la Primera Guerra Mundial. En 1916 pasa a militar en la Sección Francesa de la Internacional Obrera. En diciembre de 1920, se pronuncia a favor de la adhesión a la III Internacional. En 1922 pasa a ser miembro del Bureau político del Partido Comunista Francés.
El 15 de mayo de 1925 es elegido alcalde de Ivry-sur-Seine, siendo reelegido en 1929 y en 1935. En 1936-37, preside el Consejo General del Sena. Un mes después de la declaración de guerra con Alemania, el 4 de octubre de 1939, los consejeros municipales (equivalente a concejales) comunistas se ven suspendidos en sus funciones. Es depuesto de su cargo de alcalde el 21 de enero de 1940 y pasa a la clandestinidad. Se le encuentra en Lyon, en Toulouse, en Marsella, en del departamento de Corrèze y en el de Haute-Vienne, lugares en los que despliega una considerable actividad bajo el seudónimo de Gaston, aunque otros lo conocían como Vercingétorix debido a sus poblados mostachos. 
Recibe a de Gaulle en el Hôtel de ville (Ayuntamiento) de París el 25 de agosto de 1944 en su calidad de vicepresidente del Comité parisino de Liberation. El 20 de agosto de 1944, Venise Gosnat, adjunto a la alcaldía antes de la guerra, había reconquistado la alcaldía y constituido un Comité local de liberación. El 29 de abril de 1945, Georges Marrane recupera su cargo de alcalde y se mantiene como alcalde de Ivry hasta 1965.
Miembro de la Asamblea consultiva provisional el representación del Front National de l'indépendance de la France. Elegido para el Consejo de la República en 1946. Marrane es candidato a la presidencia de dicho Consejo y obtiene 129 votos, los mismos que su rival Auguste Champetier de Ribes. El candidato del MRP es elegido por razón de ser el candidato de mayor edad.
Georges Marrane fue ministro de Sanidad en el Gobierno de Paul Ramadier desde el 22 de enero hasta el 4 de mayo de 1947. Dimite posteriormente.
Miembro del Senado de Francia hasta su elección como diputado comunista por el departamento del Sena en 1956. Vicepresidente del Grupo Parlamentario comunista en la Asamblea Nacional Francesa. 
Fue el candidato del PCF en las elecciones presidenciales del 21 de diciembre de 1958, obteniendo 10.355 votos (es decir, el 13,1%) en el colegio electoral restringido designado por el general Charles de Gaulle como primer presidente de la V República.
De nuevo senador en 1959, y hasta 1968. Es igualmente consejero general de 1946 a 1967.
Georges Marrane dejó el recuerdo de un alcalde y parlamentario volcado a la defensa de los derechos de la clase obrera.
- Datos: Q1097717
- Multimedia: Georges Marrane / Q1097717